# Tainui Waka
Das Tainui Waka war in der Mythologie der Māori eines der großen seegängigen Kanus (Waka), in denen Polynesier vor etwa 800 Jahren nach Neuseeland immigrierten. Das Kanu wurde nach einem totgeborenen Säugling benannt: Auf dem an einem Maungaroa genannten Ort gelegenen Grab dieses Kindes in Hawaiki wuchs ein mächtiger Baum, der zum Bau dieses Kanus verwendet wurde.

## Reise
Auf dem Tuamotu-Archipel sind mehrere Geschichten überliefert, nach denen Kanus namens Tainui oder Tainuia (mit Hoturoa als Anführer) und Tainui atea (mit Tahorotakarari als Anführer) die Inselgruppe verließen und nie zurückkehrten.
In der Tradition der Māori ist Tainui Waka unter einem Häuptling Hoturoa überliefert. Auf seiner Reise landete es auf vielen Pazifikinseln und kam schließlich in Neuseeland an. Es landete zuerst bei Whangaparaoa bei Auckland auf der Nordinsel. Das Kanu reiste dann weiter nach Tauranga, zur Coromandel Peninsula und nach Waitematā. Vom Waitematā Harbour an der Ostküste wurde das Schiff über den Isthmus von Tamaki in den heutigen Manukau Harbour auf der Westküste über Land geschleppt. Von Manukau führte die Reise nach Kaipara im Norden, dann an der Westküste nach Süden zu den Naturhäfen Whaingaroa Harbour, Aotea Harbour and Kawhia Harbour. Sie führte weiter südwärts bis südlich der Mündungen des Mōkau River und Mohakatini River, danach fuhr es wieder nach Norden an den endgültigen Landeplatz bei Maketu im Kawhia Harbour.
Die Mannschaft ging jedes Mal an Land und Abkömmlinge der Mannschaft bildeten mehrere Stämme (Iwi), von denen viele unter der Tainui-Stammesvereinigung vereint sind.